# Moreirense Futebol Clube
El Moreirense Futebol Clube és un club de futbol portuguès de la població de Moreira de Cónegos, Guimarães.

## Història
El club va ser fundat l'1 de novembre de 1938. Fins a l'any 2005 va jugar quatre vegades a primera divisió. Després d'alguns descensos, retornà a primera novament l'any 2012. El seu primer títol nacional fou la copa de la lliga guanyada el 29 de gener de 2017.

## Palmarès
- Copa de la Lliga portuguesa de futbol: 
  - 2016-17
- Segona divisió portuguesa de futbol: 
  - 2001-02, 2013-14, 2022-23
- Tercera divisió portuguesa de futbol: 
  - 1994-95, 2000-01
- AF Braga Segona Divisió:
  - 1942-43